# Démétrios (fils de Philippe V)
Pour les articles homonymes, voir Démétrios.
Démétrios (en grec ancien Δημήτριος / Démétrios) est l'un des fils du roi de Macédoine Philippe V qui le fait assassiner en 180 à la suite d'une querelle de succession avec son autre fils Persée. Otage à Rome après la deuxième guerre macédonienne, il est en étroite relation avec les Romains, ce qui explique en partie son exécution.

## Biographie
Démétrios est le fils de Philippe V et d'une mère inconnue qui n'est pas Polycrateia, mère de Persée. Il est envoyé comme otage à Rome à l'issue de la deuxième guerre macédonienne (200–197 av. J.-C.) ; il y reste six ans et noue des relations étroites avec certains dirigeants. Son père ayant aidé les Romains pendant la guerre antiochique, Démétrios est autorisé à rentrer en Macédoine en 190.
Lorsqu'Eumène II de Pergame et les Thessaliens intriguent auprès des Romains afin d'obtenir des concessions territoriales, Philippe envoie Démétrios négocier avec le Sénat. Il est bien accueilli à Rome au cours de l'hiver 184–183, bien qu'il montre une certaine maladresse dans les négociations. Le Sénat consent à prendre le parti des Macédoniens mais seulement, proclame-t-il, en signe d'amitié pour Démétrios, dans le but de pousser le parti pro-romain au sein de la royauté. Dans les années suivantes, il est en contact personnel avec Flamininus, qui l'aurait soutenu pour l'accession au trône. Ces relations étroites avec Rome attirent les soupçons de Persée qui en fait part à Philippe avec pour preuve une lettre (apocryphe) interceptée émanant de Flamininus. Une tradition, issue des milieux antimacédoniens à Rome, fait de Persée (né d'une autre mère) un fils bâtard et Démétrios l'héritier légitime ; mais Persée apparait être le successeur désigné comme en témoigne une inscription épigraphique, non datée, le qualifiant de basileus.
En 180, Persée, qui craint donc d'être écarté de la succession, pousse son père à faire assassiner Démétrios. Celui-ci est exécuté en secret par Didas, un général de Philippe, afin de ne pas susciter d'agitation parmi les Macédoniens. Il est empoisonné ; mais comme l'effet tarde à venir, il périt étouffé. Selon la tradition issue de Polybe, probablement romancée et reprise à son compte par Tite-Live, Philippe aurait compris que la lettre incriminant Démétrios est un faux et, pris de remords, il aurait désigné comme successeur un cousin dénommé Antigone avant de mourir l'année suivante.
Finalement, Démétrios a été la victime du jeu diplomatique entre Philippe, qui cherche à endormir les méfiances romaines, et les Romains qui cherchent à étendre leur influence en Macédoine.

## Sources antiques
- Tite-Live, Histoire romaine [détail des éditions] [lire en ligne], XL.
- Polybe, Histoires [détail des éditions] [lire en ligne], XIII.